# Luxo Jr.
Luxo Jr. foi o segundo curta-metragem produzido pela Pixar Animation Studios. Foi um filme de animação, feito com computação gráfica em 1986. Este curta animado pode ser assistido no antigo VHS Tiny Toy Stories de 1996, no DVD Pixar Short Films Collection - Volume 1 ou na versão antiga do DVD do filme Toy Story 2.

## Sinopse
A curta se passa em cima de uma de uma mesa de trabalho, e conta a história de um papai-luminária e do seu simpático filho chamado Luxo Jr.. Luxo Jr. encontra uma pequena bola e começa a brincar com seu pai o observando. Luxo Jr. acidentalmente fura a bola, estragando toda a brincadeira. Luxo Jr. fica muito triste e sai de cena mas no mesmo momento ele volta já brincando com uma bola maior do que ele mesmo.
Este filme de curta-metragem é a prova de que se pode passar sentimentos através de uma animação em 3D, mesmo se o personagem for uma lâmpada.

## Estreias internacionais
| País           | Estreia                                                    |
| -------------- | ---------------------------------------------------------- |
| Estados Unidos | 17 de Agosto de 1986 (Cinema Eletrônica do SIGGRAPH)       |
| Canadá         | Filmed Digital Stereo Outubro de 1986 (Festival de Ottawa) |
| Berlim         | Fevereiro de 1987 (Festival de Berlim)                     |

## Sequências
O personagem Luxo Jr. protagonizou mais 4 curtas-metragens de animação feitos com computação gráfica em 1990 pela Pixar Animation Studios. São eles:
- Leve e Pesado (Light & Heavy)

- Surpresa (Surprise)

- Em Cima e em Baixo (Up and Down)

- Em Frente e Atrás (Front and Back)

Todas as 4 curtas-metragens foram produzidos para o seriado infantil Vila Sésamo, portanto são do gênero "educativo", pois todas as curtas ensinam para as crianças o que são palavras antônimas, exceto a curta Surpresa, que ensina para as crianças o significado da palavra "surpresa". Estas curtas animadas podem ser assistidos no bônus do DVD Pixar Short Films Collection - Volume 1.

## Premiações
| Ano  | Prêmio                                       | Categoria                           | Resultado          |
| ---- | -------------------------------------------- | ----------------------------------- | ------------------ |
| 1986 | Oscar                                        | Melhor Curta Animado                | Apenas indicado    |
| 1987 | Festival Internacional de Filmes em Berlin   | Melhor Filme de Curta-metragem      | Ganhou             |
| 1987 | Festival Internacional de Animação em Ottawa | Melhor filme com menos de 5 minutos | Ganhou em 2° lugar |
| 1987 | Celebração Mundial de Animação               | Animação Assistida de Computador    | Ganhou             |

## Ligações Externas
- Assista ao trailer
- Luxo Jr. no site oficial da Pixar em inglês.
- Faça o download do curta no seu iPod.